# Estrellas muertas
Estrellas muertas es la tercera novela del escritor chileno Álvaro Bisama editada en 2010 por la editorial Alfaguara.
En ella se narra la historia de La Javiera, una joven miembro del partido comunista, opositora al régimen de Augusto Pinochet, su paso por la universidad y la relación con su pareja sentimental y compañero de vida El Donoso. La novela trata la historia de un crimen, de la situación chilena a finales del siglo XX, de los estragos que dejó la dictadura en una mujer con ideales antifascistas y en las personas que la rodearon. La historia está narrada de manera indirecta por un narrador en primera persona del que no sabemos su nombre y que está a punto de terminar su matrimonio con la que fuera compañera de La Javiera, Ella es quien le relata sus recuerdos y vivencias con la protagonista.

## Estructura de la novela
Está compuesta por 84 fragmentos a manera de capítulos con una longitud variable que van desde las 3 cuartillas hasta una oración compuesta por dos palabras: “Seguimos solos" [cap. 83].
En el primer capítulo el narrador explica brevemente su relación con la que prontamente se convertiría en su exesposa, describe una cotidianidad que se rompería en ese momento con una nota periodística en la que Ella reconocería a la Javiera. Sitúa y describe el espacio en el que se desarrolla el primer plano narrativo: la cafetería Hesperia. Toda la novela está anclada a la conversación que Ellos tienen respecto a la mujer que aparece en la nota del periódico La Estrella de Valparaíso.
Los primeros 4 capítulos forman un pequeño diálogo previo a la narración central.
Del capítulo 5 al 76 Ella relata todo lo que vivió y todo lo que conoce sobre Javiera y su relación con el Donoso.
Los capítulos 77, 78 y 79 concluyen con una reflexión que Ella hace sobre lo acontecido con la Javiera.
En el capítulo 80 termina la conversación y salen de la cafetería. Él pasa una hora en un parque cercano.
En los últimos capítulos, 81- 83, Él cuenta que en ocasiones tiene comunicación vía telefónica con su expareja.

## Argumento
El narrador en primera persona se encuentra en el café Hesperia con su expareja esperando a que abran unas oficinas para realizar los trámites de divorcio. Mientras esperan Ella, la segunda narradora homodiegética y de quien nunca sabemos su nombre, abre el periódico La Estrella de Valparaíso donde encuentra una nota roja y la fotografía de una mujer siendo arrestada; Ella de inmediato cierra el periódico y comienza a llorar, una vez calmada comienza el segundo plano narrativo y central de la novela: Ella comienza a narrar la historia de La Javiera, personaje principal, una mujer militante del partido comunista chileno o mejor conocido como MIR (Movimiento de Izquierda Revolucionario). Relata desde el primer momento en que conoce a Javiera y el Donoso en la universidad hasta lo último que supo de ellos conversando con una compañera en una fiesta. Al final trata de comprender qué llevó a la Javiera a cometer el crimen.
Dentro de la novela hay dos niveles narrativos: 1) lo que pasa en la cafetería y el diálogo que sostienen los narradores y 2) la historia de la Javiera y el Donoso.

### Temporalidad de la narración
La novela está escrita en pasado a manera de anécdota, dentro del primer plano narrativo en pasado se introduce un segundo plano narrativo, también en pasado.
El primer plano narrativo, el que narra Él, ocupa el espacio de una conversación en la cafetería, cuatro horas.”Miré la hora. Las doce”
En los últimos capítulos, 81-83, no existe una temporalidad exacta, el narrador no especifica cuánto tiempo ha pasado desde la conversación que ocurrió en la cafetería al momento en que termina su narración. “A veces hablamos por teléfono de cualquier cosa”.
En el segundo plano narrativo, el que narra Ella, la historia de Javiera se narra de manera fragmentaria un lapso de al menos 20 años, desde el momento en el que la segunda narradora conoce a la Javiera en la universidad hasta la nota periodística que habla del crimen y arresto de la Javiera.

### Espacio en el que se desarrolla la novela
El espacio en el primer plano narrativo es el lugar cerrado, privado y tranquilo de una cafetería junto a un puerto, 8:30 a. m. en un día nublado y con viento. Espejos en la barra del local, periódicos, fotografías de un naufragio, bebidas y cigarrillos es lo que decora el interior del lugar. “La dejé hablar en medio de los espejos y los naufragios, congelada en la media luz de ese café despoblado que era la Hesperia”. Al final de la conversación y de la novela misma Él paga la cuenta y camina hacia el parque Italia donde se sienta en un banco a contemplar brevemente el paisaje del día nublado “y el reflejo lejano de los incendios que se comían la tierra más allá de los cerros.”

En el segundo plano narrativo la historia se desarrolla en varios espacios como las aulas de la universidad, las reuniones del partido en una sala grande; varios lugares y provincias de Chile: Ñuñoa, Santiago, Viña, Reñaca, La Ligua, Plaza Victoria, etc. Espacios como la universidad o la ciudad misma son descritos como lugares inhóspitos, solitarios, fríos o en ruinas.
El edificio hecho de cemento. La amplitud de los pasillos. La frialdad de las salas. Las luces que no funcionaban. La ausencia casi absoluta de madera. Esa monumentalidad de un convento pobre. La distorsión de los reflejos de las siluetas en el suelo como si los años hubieran vuelto opacas las baldosas. Los muros de los baños donde la pintura aguada no podía borrar los grafitis. Las imágenes de las paredes que citaban el muralismo mexicano. En esos años aún daban vueltas por ahí miembros del MIR, humanistas que vendían artesanías de latón en el pasillo, disidentes de partidos trotskistas de los que nadie volvería a escuchar hablar jamás, hermanos de muertos del Frente, gente que había sido expulsada en el 73 y que estaba intentando terminar lo que les quedaba de carrera. La universidad era el verdadero museo de una revolución que nunca había llegado, de una resistencia que había sido masacrada en las trincheras.
Está presente en la novela un espacio simbólico representado por la memoria y el pasado: “El pasado es un lugar donde no llega la luz, dijo.”

### Narrador (es)
Él, nuestro narrador principal es quien cuenta lo que Ella, su expareja, a su vez le contó. Él termina los fragmentos de la historia con el verbo “dijo”, haciendo alusión a Ella que es la que está contando la historia de la Javiera. Ambos narradores homodiegéticos carecen de nombres. Esta narración a manera de cajas chinas nos habla de un distanciamiento frente a la historia principal, no es la Javiera quien da testimonio de su vida, es Ella quien da testimonio de su relación con Javiera y Donoso. Él es quien en última instancia nos cuenta lo que Ella dijo, pues Él nunca tuvo una relación o experiencia directa con Javiera o Donoso, protagonistas de la historia.

### Personajes
Él: narrador principal, sin mayor participación en la historia central más que el de narratario de la experiencia de su expareja. Durante la narración de Ella, Él se muestra pasivo, sus intervenciones se limitan a afirmar, negar, cuestionar mínimos detalles, pedir más café; al final de la novela sale de la cafetería, pasea y reflexiona un poco, sabemos que sostuvo unas cuantas conversaciones más con su expareja por teléfono .
Ella: narradora homodiegética del segundo plano narrativo. Es por medio de ella que conocemos la historia central. Tiene una participación secundaria en el segundo plano narrativo: asiste a las reuniones del partido comunista, acompaña a la Javiera, el Donoso y Luisa a fiestas, es testigo de la relación, se siente inferior frente a la Javiera: “como si no estuviera a la altura de algo que nunca supe qué diablos era, dijo ella.”
Luisa: personaje secundario, compañera en la universidad de Javiera, Donoso y de la narradora. Se jacta de haber tenido un romance con Charly Alberti, baterista de Soda Stereo.
La Javiera: personaje principal de Estrellas muertas, militante del partido Juventudes Comunistas de Chile,
Ella la describe de la siguiente manera: “la Javiera era morena y tenía algunas canas y llevaba lentes y era baja y muy flaca y que ocupaba ropa de color lila, blusas teñidas a mano y decoloradas.” además añade: “Me di cuenta de que había sido bonita.”
En la foto del periódico aparece Javiera 20 años después: “Esta Javiera que sale en la foto tiene el pelo blanco, ya no es tan flaca ni lleva lentes con aumento.”
La Javiera es expulsada de la universidad en la década de los ochenta, es secuestrada, torturada y violada por miembros de la CNI, se autoexilia, se casa y tiene un hijo durante su exilio, regresa en la década de los noventa a Chile y a la universidad. Vuelve a militar en el partido comunista, y empieza su relación con el Donoso.
El Donoso: pareja de la Javiera, se trata de un hombre que la Javiera y la segunda narradora conocieron muy joven el primer día de clases de la universidad cuando él tenía apenas 18 años. “Recuerdo que el Donoso era moreno y que se veía casi lampiño.” Vivió por mucho tiempo con la Javiera, tuvo una hija con ella, posteriormente se separan y se lleva a la niña.

## Temas centrales de la obra

### Testimonio
Es Ella quien hace alusión a una conferencia de una mujer belga que habló sobre lo que significa ser un testigo:
Dijo que era imposible escribir cualquier clase de testimonio, porque la idea misma es superflua y falsa; porque lo que recordamos de nuestro pasado, de la vida de los otros, son apenas fragmentos machacados, momentos sueltos que intentamos unir y pegar para que reemplacen a la experiencia, para que sean la experiencia, dijo ella. Pero cuando esa experiencia se aproxima al horror, cuando esa experiencia es pura catástrofe, la vida de los otros emerge como el fondo de un cuadro, borrosa, y emerge tal y como sale la Javiera en esta foto del diario ahora, hecha una silueta difusa, vuelta una sombra de sí misma, dijo ella. Una ilusión. Un fantasma.

### Tortura
La Javiera le cuenta a Ella su vida antes de regresar a Chile y de ingresar a la universidad y la tortura a la que fue sometida por parte de la CNI.
Eso nos dijo: Me tomaron presa dos días después de que me expulsaran de la universidad. Nos describió los días que pasó en el calabozo, nos dijo que la violaron, que le aplicaron electricidad en la vagina y los pechos, que la tuvieron por horas en la parrilla, que le pegaron los piojos y las ladillas, que uno de sus torturadores se obsesionó con ella, que fue un compañero quien la delató, que ese compañero estaba muerto ahora; insinuó que todo tenía que ver remotamente con el atentado a Pinochet, que el dolor era tanto, que sentía que alguien le estaba arrancando las tripas con las manos desnudas, que al cabo de una semana en esa celda era casi un cadáver, una masa de carne y llagas, que se le cayó el pelo, que se le puso blanco, que su cuerpo se pudrió.

### Contexto social y político de Chile
Javiera es el único personaje que vive directamente el momento de la dictadura chilena, fue militante durante el golpe de estado y se le vinculó indirectamente con el atentado que sufrió Pinochet, lo que provocó su persecución, arresto, tortura y posterior exilio. Se habla del arresto de Pinochet en 1998. “Esos mismos días se acabó la década. Esos mismos días detuvieron a Pinochet en Londres.”

Ella habla del tedio, la desesperanza y los estragos sociales que dejó la dictadura en la década de los noventa:
Me había olvidado del futuro, el futuro había salido corriendo, se había evaporado. A mitad de los noventa en Chile no había futuro alguno, a comienzos de la era de Frei júnior, con Pinochet vivo, todo era marasmo, el aburrimiento de días iguales a otros y lo único que nos quedaba, que me quedaba, dijo ella, era anestesiarme, doparme con música tocada por sujetos que estaban tan trizados que sólo podían representarse en el ruido, que eran sólo gritos, que estaban hechos de terror, dijo ella.

### Crimen
Lo que desencadena la novela es la fotografía de la Javiera siendo arrestada en el periódico La estrella de Valparaíso, acusada de infanticidio. “Esa mañana, que fue la de ayer, la Javiera ahogó a la niña en la tina del baño.”

### Violencia
La relación de la Javiera y el Donoso es violenta. Los personajes se violentan constantemente de manera física y verbal. La Javiera llega a acostarse con su exmarido, “Más tarde, le diría al Donoso que se había acostado con su ex y el Donoso le daría una paliza tan grande que la haría abortar, dijo ella.”

### Pasado, memoria, olvido
La narración de Ella es fragmentaria. La fotografía desencadena una serie de recuerdos que Ella había guardado y que trata de reconstruir. En momentos con mucha precisión: “No sabía que recordabas tantos detalles, dije. Yo tampoco, dijo ella.” En otras ocasiones dejando huecos en la historia y reconociendo su propia imposibilidad de recordarlo todo: “Mi propio recuerdo se desvanece, mi memoria se convierte en algo que funciona sólo de oídas, que funciona como un relato contado por los otros, por una voz que no es la mía”. Refiriéndose al pasado de una manera alegórica: “nos convertimos en esos reflejos, en las fotos de eso que se hunde”.

## Crítica y recepción de la obra
Sus dos primeras novelas tratan temas de ciencia ficción y de cultura pop principalmente. Estrellas muertas representa un giro en la narrativa que hasta ese momento había presentado, en palabras del propio Bisama: “Estrellas muertas es una novela de fantasmas, pero es la única realista que he escrito.”
La mayoría de las referencias sobre la obra de Álvaro Bisama son reseñas y entrevistas, existen algunos textos académicos y críticos que tratan teóricamente las últimas obras de Bisama, en especial Ruido y Estrellas muertas, junto con otras obras de autores chilenos como Alejandro Zambra, Alberto Fuguet o Alejandra Costamanga; estos trabajos exponen la narrativa chilena contemporánea como una nueva narrativa de la postdictadura donde se entrelazan temas y problemas teóricos en común como lo son: la memoria, lo fragmentario, la cultura de masas, la posmemoria, la transición política, la violencia, el silencio, el trauma o la posmodernidad; etc. Entre ellos podemos encontrar el trabajo de Alejandra Bottinelli: “Narrar (en) la “post”: la escritura de Álvaro Bisama, Alejandra Costamagna, Alejandro Zambra”, publicado en la Revista de literatura chilena. O la tesis doctoral de Armando Octavio Velázquez Soto: Ficciones de la memoria en la narrativa latinoamericana contemporánea, donde se trata la obra de Bisama para hablar de la memoria en la postdictadura chilena y tratar el concepto de Marianne Hirsch posmemoria.

## Publicación y contexto de publicación
La obra fue publicada en junio de 2010 por el sello editorial Alfaguara en Santiago de Chile. Una segunda edición apareció en 2012. El diseño de la portada corre a cargo de Ricardo Alarcón Klaussen sobre una fotografía de Carla Mc-Kay. Consta de 192 páginas.
Álvaro Bisama comentó en una entrevista que se demoró de tres semanas a un mes escribir la versión cruda de la novela, pero año y medio en la corrección y publicación y añade:
Cuando escribía no miraba para atrás. La idea era seguir así, adelante, sin pensar demasiado en lo que se hace. La idea era proyectar sobre el texto (y a mí me pasa cuando lo leo) una especie de extrañamiento, dejar de reconocerse en él, encontrarse de otra forma. La idea era escribir contra lo sencillo, contra lo que antes me salía fácil, meterme en otras zonas, perderme ahí.

## Reconocimientos
- Premio Municipal de Literatura de Santiago 2011.[28]
- Premio Academia 2011 (Academia Chilena de la Lengua) al mejor libro de 2010.[29]

## Referentes que aparecen en la novela

### Personajes no ficticios
- Che Guevara
- Augusto Pinochet
- Kurt Cobain
- Pablo Neruda
- Miguel Humberto Enríquez Espinosa
- Marta Harnecker
- Gladys del Carmen Marín Millie
- Silvio Rodríguez
- Pablo Milanés
- Rubén Blades
- Charly Alberti
- Oswaldo Guayasamín
- Altamirante Merino

### Lugares
- Antofagasta
- Valparaíso
- Condell
- Ñuñoa
- Santiago de Chile
- Viña del mar
- La Ligua
- Reñaca
- Recoleta
- plaza Victoria

### Instituciones
- MIR (Movimiento de Izquierda Revolucionaria de Chile)
- CNI (Central Nacional de Informaciones)
- La Jota (Juventudes comunistas de Chile)

### Otros
- Iron Maiden
- Soda Stereo
- Dead Kennedys
- Brigada Ramona Parra
- TV Grama